# Lis Frost
Lis Birgitta Magdalena Frost (ur. 11 listopada 1961 we Fjällsjö) – szwedzka biegaczka narciarska, zawodniczka klubu Sollefteå SK.

## Kariera
W Pucharze Świata zadebiutowała 13 marca 1986 roku w Oslo, zajmując pierwsze miejsce w sztafecie. Pierwsze pucharowe punkty zdobyła dwa dni później w tej samej miejscowości, zajmując jedenaste miejsce w biegu na 10 km stylem dowolnym. Nigdy nie stanęła na podium zawodów tego cyklu, najlepszy wynik osiągnęła 15 stycznia 1989 roku w Klingenthal, gdzie zajęła piąte miejsce na dystansie 30 km stylem dowolnym. Najlepsze rezultaty osiągnęła w sezonie 1988/1989, kiedy zajęła 33. miejsce w klasyfikacji generalnej.
W 1988 roku wystąpiła na igrzyskach olimpijskich w Calgary, gdzie zajęła szóste miejsce w sztafecie i 21. miejsce w biegu na 20 km stylem dowolnym. Na rozgrywanych cztery lata później igrzyskach olimpijskich w Albertville plasowała się poza czołową trzydziestką. Podczas igrzysk w Lillehammer w 1994 roku w swoim jedynym starcie zajęła 28. miejsce na dystansie 30 km techniką klasyczną. Brała też między innymi w mistrzostwach świata w Val di Fiemme w 1991 roku, zajmując szóste miejsce w sztafecie i dziesiąte w biegu na 10 km stylem dowolnym.

## Osiągnięcia

### Igrzyska olimpijskie
| Miejsce | Dzień     | Rok  | Miejscowość | Konkurencja             | Czas biegu | Strata   | Zwyciężczyni      |
| ------- | --------- | ---- | ----------- | ----------------------- | ---------- | -------- | ----------------- |
| 6.      | 21 lutego | 1988 | Calgary     | Sztafeta 4 × 5 km       | 59:51,1    | +2:33,8  | ZSRR              |
| 21.     | 25 lutego | 1988 | Calgary     | 20 km stylem dowolnym   | 55:33,6    | +4:06,0  | Tamara Tichonowa  |
| 31.     | 9 lutego  | 1992 | Albertville | 15 km stylem klasycznym | 42:20,8    | +4:57,5  | Lubow Jegorowa    |
| 47.     | 21 lutego | 1992 | Albertville | 30 km stylem dowolnym   | 1:22:30,1  | +14:34,9 | Stefania Belmondo |
| 28.     | 24 lutego | 1994 | Lillehammer | 30 km stylem klasycznym | 1:25:41,6  | +7:22,5  | Manuela Di Centa  |

### Mistrzostwa świata
| Miejsce | Dzień     | Rok  | Miejscowość   | Konkurencja             | Czas biegu | Strata  | Zwyciężczyni      |
| ------- | --------- | ---- | ------------- | ----------------------- | ---------- | ------- | ----------------- |
| 28.     | 19 lutego | 1989 | Lahti         | 10 km stylem dowolnym   | 27:04,5    | +2:40,2 | Jelena Välbe      |
| 20.     | 21 lutego | 1989 | Lahti         | 15 km stylem klasycznym | 47:46,6    | +4:13,7 | Marjo Matikainen  |
| 10.     | 10 lutego | 1991 | Val di Fiemme | 10 km stylem dowolnym   | 28:25,9    | ?       | Jelena Välbe      |
| 6.      | 14 lutego | 1991 | Val di Fiemme | Sztafeta 4 × 5 km       | 55:36,6    | +2:21,2 | ZSRR              |
| 39.     | 27 lutego | 1993 | Falun         | 30 km stylem dowolnym   | 1:22:41,3  | +9:47,3 | Stefania Belmondo |

### Puchar Świata

#### Miejsca w klasyfikacji generalnej
- sezon 1985/1986: 38.
- sezon 1987/1988: 43.
- sezon 1988/1989: 33.
- sezon 1990/1991: 37.
- sezon 1993/1994: 52.

#### Miejsca na podium
Frost nigdy nie stanęła na podium indywidualnych zawodów PŚ.